# Смит, Брэдли
Брэдли Смит (англ. Bradley Smith; род. 28 ноября 1990, Оксфорд, Великобритания) — британский мотогонщик, участник чемпионата мира по шоссейно-кольцевых мотогонок MotoGP. В сезоне 2016 года выступает за команду «Monster Yamaha Tech 3» под номером 38.

## Биография
В сезоне 2015 Брэдли продолжил выступать за команду «Monster Yamaha Tech 3». Он стал одним из самых стабильных гонщиков чемпионата и только одним из двух гонщиков (вместе с Валентино Росси), которые финишировали во всех гонках в зачетной зоне. Лучшим его результатом стало 2-е место на Гран-При Сан Марино. В целом же по итогам чемпионата Брэдли занял шестое место в общем зачете. Вдобавок к этому, Брэдли вместе со своим партнером по команде Полом Эспаргаро, а также Кацуюки Накасугой, одержали победу на престижных соревнованиях Suzuka 8 часов, впервые для команды Yamaha с 1996 года.
В сезоне 2016 Смит продолжил свои выступления в составе «Monster Yamaha Tech 3», однако уже в начале года стало известно, что на следующий сезон британец присоединится к команде KTM, которая дебютирует в гонках серии Гран-При.